# Novonor

Historisches Logo von Odebrecht

Novonor (vormals Organização Odebrecht; dt. Organisation Odebrecht; auch Odebrecht Group) ist ein familiengeführter Mischkonzern mit Hauptsitz in Salvador da Bahia, Brasilien, sowie die Holdinggesellschaft des Hauptunternehmens Construtora Norberto Odebrecht, die weltweit in 25 Ländern im Bereich Ingenieurwesen, Bauwirtschaft, Petrochemie, Chemie, Energie, Infrastruktur, Transport und Logistik, Immobilien, Umwelt, Ethanol und Zucker tätig ist. Die Gesellschaft ist verantwortlich für die strategische Ausrichtung des Konzerns. Im Juni 2019 meldete der Mutterkonzern Odebrecht S.A. Insolvenz an.
Mit 79.000 Mitarbeitern gehörte der Konzern im Jahr 2019 zu den größten Lateinamerikas. Odebrecht setzte „neue Maßstäbe in Sachen Schmiergeldzahlungen [...], die selbst für lateinamerikanische Verhältnisse gigantische Ausmaße annahmen“ (Süddeutsche Zeitung). 2018 schätzte das US-Justizministeriums, dass Odebrecht von 2003 bis 2018 788 Millionen US-Dollar Bestechungsgelder allein in Lateinamerika gezahlt hatte; mit den so angebahnten Geschäften soll er drei Milliarden US-Dollar verdient haben.

## Geschichte
Die Wurzeln der brasilianischen Odebrecht-Gruppe gehen auf den deutschen Einwanderer und Kartografen Emil Odebrecht zurück, der im Jahr 1865 aus Greifswald in das Tal von Itajaí eingewandert war und sich beim Straßen- und Eisenbahnbau sowie bei der Landvermessung betätigte. Direkte Nachkommen der Familie waren dann später an der Gründung der Organização Odebrecht beteiligt. Sie wird heute von dem Unternehmen Construtora Norberto Odebrecht angeführt, das im Jahr 1944 in Salvador da Bahia von Norberto Odebrecht gegründet wurde. Norberto Odebrecht war der Sohn von Emílio Odebrecht, einem Enkel von Auswanderer Emil Odebrecht.
Zunächst expandierte die Gruppe Odebrecht von Bahia aus in andere nordöstliche Bundesstaaten, in den 1960er Jahren in den Südosten Brasiliens und ab 1979 in andere Länder. Für das Wachstum außerhalb Brasiliens dienten häufig Partnerschaften mit ausländischen Großunternehmen und Infrastrukturkonzernen als Sprungbrett, besonders in den Branchen Chemie und Petrochemie.
Im Jahr 2017 bot es Engineering- und Bauleistungen in den meisten Ländern Lateinamerikas, in Mittelamerika, den USA, Angola, Portugal und dem Mittleren Osten an. Von Brasilien werden petrochemische Produkte in über 98 Länder auf allen Kontinenten exportiert. Teile des Unternehmens sind im Transport-Sektor in Portugal beteiligt sowie im Diamantbergbau und der Ölförderung in Afrika, speziell in Angola. Odebrecht stellt u. a. Dienste für die Ölförderung in der Nordsee.
Gemessen am Umsatz zählte Odebrecht in den 2010er-Jahren zu den größten nichtstaatlichen Unternehmen Lateinamerikas. Bis auf Teile der börsennotierte Tochtergesellschaft Braskem S.A. befindet sich die Odebrecht-Gruppe bis heute in Privatbesitz. Im Jahr 2001 kaufte Odebrecht im Rahmen der Privatisierung die Mehrheit der Anteile an den Chemiewerken Braskem S.A. Dieser Geschäftsteil fiel nicht unter den Insolvenzantrag des Mutterkonzerns im Juni 2019.
Odebrecht galt in Brasilien einerseits als Pionier im Bereich der unternehmerischen sozialen Aktivitäten (siehe den Abschnitt Soziales Engagement). Gleichzeitig wird die Unternehmensgruppe mit Korruptionsskandalen in Verbindung gebracht (siehe den Abschnitt Korruptionsskandal). CEO Marcelo Odebrecht wurde am 8. März 2016 zu 19 Jahren Gefängnis verurteilt, im Zusammenhang mit der Petrobras-Affäre. Daraufhin kündigte der Konzern an, mit der Justiz in Sachen Bestechung zusammenzuarbeiten.
Gewerkschaftliche Massenproteste gegen die Erhöhung der Autobahnmaut für Lkw in Peru Anfang 2017 richteten sich hauptsächlich gegen das Unternehmen Odebrecht, das in Peru als Autobahnbetreiber agiert.
Das Unternehmen änderte im Dezember 2020 seinen Namen zu Novonor.

## Geschäftstätigkeit
Die Haupt-Geschäftsbereiche bilden Chemie und Petrochemie und die Bautätigkeit. Es gehört zu den Global Players Brasiliens.
Der Konzern entwickelt und verwaltet öffentliche Infrastrukturprojekte in Zusammenarbeit mit privaten und staatlichen Partnern. Seit 2007 gibt es verstärkte Investitionen in den Bioenergiesektor auf der Basis von Zucker und Alkohol und Stromerzeugung. Weiterhin ist Odebrecht in der Öl- und Gasförderung, Müllentsorgung sowie in Portugal im Transportwesen und in Angola im Immobilienbereich sowie Bergbau tätig.
Der Staat Ecuador enteignete im September 2008 Odebrecht (ein Regionalflughafen und zwei Wasserkraft-Projekte im Wert von zusammen 800 Mio. USD) und schickte Truppen, um Odebrecht-Mitarbeiter aus dem Land auszuweisen.
Im Wirtschaftsjahr 2009 erzielte der Konzern mehr als die Hälfte seines Umsatzes am heimischen Markt. Dennoch ist Odebrecht das führende brasilianische Unternehmen beim Export von Dienstleistungen, insbesondere in andere Schwellen- und Entwicklungsländer. Außerhalb Brasiliens erzielt Odebrecht seinen Umsatz vor allem im übrigen Lateinamerika einschließlich der Karibik (2009: 21,3 %) und in Afrika (11,3 %), insbesondere in den ehemaligen portugiesischen Kolonien Angola und Mosambik. Auf Nordamerika und Europa entfielen 2009 nur jeweils 5,1 % bzw. 4,0 % vom Umsatz.

## Konzernstruktur
Odebrecht S.A. untergliedert sich im Wesentlichen in die folgenden Tochtergesellschaften:
- Braskem – betreibt Anlagen der Chemie & Petrochemie
- Construtora Norberto Odebrecht – Bauwesen/Infrastruktur
- Odebrecht Óleo e Gás – Ölfelddienstleistungen
- Odebrecht Plantas Industriais e Participações – Dienstleistungen für das produzierende Gewerbe
- Odebrecht Engenharia Ambiental – Abfallwirtschaft
- Odebrecht Realizações Imobiliárias – Immobilienentwicklung

## Soziales Engagement
In allen Bereichen des Unternehmens werden die Beschäftigten speziellen Ausbildung- und Weiterbildungsprogrammen unterworfen. Darüber hinaus werden der Berufsschulunterricht gefördert sowie Möglichkeiten zur Erweiterung und Verbesserung beruflicher Kenntnisse und Fähigkeiten geboten. Die Stiftung Fundação Odebrecht fördert Erziehung-, Gesundheits-, Umweltprojekte sowie kulturelle Initiativen.

## Korruptionsskandal
Nach Ermittlungen der US-Justiz hat der Odebrecht-Konzern in zwölf Ländern bis zu 785 Millionen US-Dollar an Schmiergeldern gezahlt, um dafür Bauaufträge zu erhalten. Der Konzern unterhielt eine Art „Schmiergelddepartment“, welches ranghohe Politiker des ganzen Kontinents regelmäßig bezahlte. Die Ermittlungen gegen den Konzern kamen durch die Operation „Lava Jato“ (Autowäsche) unter Leitung des Richters Sérgio Moro ans Licht, bei denen es zunächst um den brasilianischen Ölgiganten Petrobras ging. Dann wurden die Ermittlungen auf den Bausektor ausgeweitet. Auch andere Baufirmen bestachen Politiker. 2018 liefen in Brasilien Ermittlungen gegen ein Drittel der damals amtierenden Minister inklusive Präsident Michel Temer und den damaligen Ex- und amtierenden Präsidenten (2022) Luiz Inácio Lula da Silva. Ermittelt wurde gegen 8 Minister, 24 Senatoren und 39 Abgeordnete.
In einem internationalen Korruptionsprozess willigten Odebrecht und ihre in der Chemiebranche tätige Tochterfirma Braskem am 22. Dezember 2016 in die Zahlung einer Strafe von 3,5 Milliarden US-Dollar (3,35 Milliarden Euro) ein. Dies wäre die bis dato größte Strafsumme gewesen, auf die sich Prozessbeteiligte jemals in einem internationalen Korruptionsfall geeinigt hätten. Wie das US-Justizministerium mitteilte, sah sich Odebrecht aber nur zur Zahlung von 2,6 Milliarden US-Dollar in der Lage. Die Tochterfirma Braskem sollte 957 Millionen US-Dollar übernehmen. Argentinien, Venezuela, Peru und Kolumbien kündigten Ermittlungen zur Identifizierung mutmaßlicher Schmiergeldempfänger an. In der Dominikanischen Republik wurden gegen 14 Verdächtige Haftbefehle erlassen, es ging um Schmiergeldzahlungen über 92 Millionen Dollar.
Im April 2017 verurteilte das US-Bundesbezirksgericht für den Eastern District New Yorks Odebrecht zur Zahlung von 2,6 Milliarden US-Dollar (ca. 2,4 Mrd. Euro). Der Großteil (2,4 Mrd. US-Dollar), der durch einen Vergleich mit den Justizbehörden mehrerer Länder festgelegten Strafe geht nach Brasilien, gefolgt von der Schweiz (116 Mio.) und den USA (93 Mio. US-Dollar).
Mitte Dezember 2017 war der ecuadorianische Vizepräsident Jorge Glas in erster Instanz für schuldig befunden worden, 13,5 Millionen Dollar angenommen zu haben.
Gegen den ehemaligen peruanischen Präsidenten Alan García ermittelte 2019 die Justiz seines Landes wegen des Verdachts der Annahme illegaler Wahlkampfspenden in einer Höhe von über 100.000 US-Dollar. Im Gegenzug soll García die Vergabe staatlicher Bauverträge an das Unternehmen in die Wege geleitet haben. Als die Behörden ihn am 17. April 2019 in Untersuchungshaft nehmen wollten, versuchte García Suizid zu begehen und erlag wenige Stunden später im Krankenhaus seinen Verletzungen.
2020 wurde aus den FinCEN Files der Verdacht bekannt, dass Odebrecht die 2011 gekaufte Meinl Bank Antigua (zuvor Tochter der österreichischen Meinl Bank AG) sowie die österreichische Raiffeisen Bank International für die Abwicklung umfangreicher Schmiergeld-Zahlungen benutzt haben könnte.